# Фестингер, Леон
Лео́н Фе́стингер (англ. Leon Festinger; 8 мая 1919, Нью-Йорк — 11 февраля 1989, Нью-Йорк) — американский психолог, специалист в области психологии регуляции мышления, социальной психологии, автор теории когнитивного диссонанса.

## Биография
Леон Фестингер родился 8 мая 1919 года в Нью-Йорке в еврейской семье эмигрантов из России Алекса Фестингера и Сары Соломон. В 1939 году получил степень бакалавра в Сити-колледже Городского университета Нью-Йорка. В 1940 году окончил магистратуру Университета Айовы. В 1942 году получил степень доктора философии по психологии. Его научным руководителем был Курт Левин, у которого Фестингер впоследствии работал ассистентом в исследовательском Центре групповой динамики. В период с 1940 по 1942 год работал клиническим психологом в психиатрической больнице штата Айова, затем около года проработал психологом и научным сотрудником в Центре изучения ребёнка Университета штата Айова, а с 1943 по 1945 год — психологом в Университете Рочестера. В 1945 — 1948 годы был профессором Центра групповой динамики, основанный Куртом Левином в 1945 году при Массачусетском технологическом институте. После смерти Левина в 1947 году Фестингер стал профессором Мичиганского университета, с 1951 года — профессором Университета Миннесоты, с 1955 года — профессором Стэнфордского университета. С 1968 года и до своей смерти в 1989 году — профессор Новой школы социальных исследований в Нью-Йорке. Фестингер преподавал различные дисциплины, в том числе клиническую и социальную психологию.

### Участие в научных организациях
В 1959 — 1962 годы Фестингер был членом отделения антропологии и психологии Национального научного совета. Учёный также являлся членом Американской антропологической ассоциации, Американской психологической ассоциации и Американской академии искусств и наук.

### Награды и премии
В 1959 году Фестингер был награждён премией Американской психологической ассоциации «за выдающийся научный вклад».

## Научная деятельность
Фестингер стал основной фигурой поворота послевоенной социальной психологии к экспериментальным методам. Помимо теории когнитивного диссонанса, известна также выдвинутая Фестингером теория социального сравнения.

### Психология пилотов
Во время Второй мировой войны Фестингер выполнил исследование для ВВС США, связанное с оценкой реакции экипажей бомбардировщиков при налетах на города Германии.

### Seekers
Получило широкую известность исследование психологии христианской секты «Искателей» (Seekers), существовавшей в США в 1950 годах. Фестингера интересовал вопрос: что происходит с «истинно верующими», когда реальность противоречит их убеждениям?. Это исследование легло в основу теории когнитивного диссонанса.

### Теория когнитивного диссонанса
Теория когнитивного диссонанса была сформулирована Фестингером в 1957 году на основе теории поля Курта Левина и теории структурного баланса Ф. Хайдера. Толчком к ней послужило изучение слухов, распространившихся в результате землетрясения в одном из североамериканских штатов. Объясняя происхождение этих слухов и причины повсеместной веры в них, учёный сделал вывод, что люди стремятся к внутреннему равновесию между получаемой информацией и личными мотивами их поведения.
До этих исследований роль когнитивных составляющих мотивационного процесса оценивалась недостаточно. В данной теории был реализован основной принцип гештальтпсихологии: динамика развития определяется достижением хорошего гештальта. Было постулировано, что индивид стремится к гармонии когнитивных репрезентаций любых знаний, мнений, убеждений об окружающем, о себе, о чьём-либо поведении. Диссонанс этих репрезентаций переживается как что-то неприятное, что нужно максимально редуцировать. Поэтому если индивид встречается с противоречивыми представлениями, то у него появляется особая мотивация, приводящая к изменению поведения — либо одно из представлений пересматривается, либо ищется новая информация.

### Теория социального сравнения
Теория социального сравнения была разработана Фестингером в 1954 году и является базовой концепцией в объяснении воздействия окружающих людей на мышление человека. Согласно данной концепции, человеку свойственно оценивать свои мотивы, умения и действия, проводя их через призму сравнения с подобными оценками других людей.
Фестингер утверждал, что членам групп свойственно пребывать в согласии. Таким образом, при несогласии между членами группы осуществляются меры по разрешению данной ситуации. По Фестингеру, первым шагом в разрешении является убеждение в правильности своих позиций, однако при отсутствии принятия их большинством отклоняющееся мнение исключается.
Подтверждением данной теории являются проведённые американским психологом Стенли Шехтером исследования. Согласно данным исследованиям, проведённым в 7 странах, проявление девиантного поведения в обсуждении всегда сопровождается негативным восприятием со стороны группы.

## Труды

### Издания на английском языке
- Wish, expectation and group standards as factors influencing level of aspiration // Journal of Abnormal and Social Psychology, 1942
- A theoretical interpretation of shifts in level of aspiration / Psychological Review, 1942
- A theory of social comparison processes / Human Relations, 1954
- Leon Festinger. A Theory of Cognitive Dissonance. — Stanford University Press, 1962. — 291 с. — ISBN 0804709114.
- Leon Festinger. Conflict, Decision, and Dissonance, Том 3. — Stanford University Press, 1964. — 163 с. — ISBN 0804702055.

### Издания на русском языке
- Теория когнитивного диссонанса = A theory of cognitive dissonance / Пер. А. Анистратенко, И. Знаешева. — СПб.: Ювента, 1999.

### Комментарии
1. ↑  Лидером «искателей» была Дороти Мартин (Dorothy Martin), утверждавшая, что она поддерживает контакт с группой инопланетян, которых она называла Хранителями. По ее словам, Хранители сообщили ей, что 21 декабря 1954 года мир будет уничтожен потопом, но за несколько дней до апокалипсиса ее и ее последователей спасет летающая тарелка[3]

### Сноски
1. ↑  Философская энциклопедия: в 5 тт. / Под ред. Ф. В. Константинова. — М.: Советская энциклопедия, 1960—1970.
2. ↑   Фестингер Леон — статья из Электронной еврейской энциклопедии
3. 1 2 3  Гладуэлл, 2022, с. 115—116.
4. ↑  Бэрон Р., Керр Н., Миллер Н. Социальная психология группы: процессы, решения, действия. — ISBN 5-94723-041-0.